# T-DNA
Il T-DNA è una piccola porzione di DNA che comprende 8 geni, contenuta all'interno del plasmide Ti (Tumor inducing), presente nel batterio Agrobacterium tumefaciens. Il batterio è capace di infettare le piante attraverso la trasmissione del T-DNA, che penetra all'interno delle cellule vegetali integrandosi nel loro genoma. Sebbene il T-DNA, da solo, non sia in grado di provocare la patologia (sono infatti necessari anche i geni vir presenti sul plasmide, oltre che alcuni geni del cromosoma batterico), esso codifica per i geni responsabili della formazione del tumore nella pianta, la cosiddetta galla. Il T-DNA codifica inoltre per alcuni ormoni vegetali, come l'auxina e la citochinina, oltre che per le opine.